# Campeonato Mundial de Snowboard de 2017 - Slopestyle feminino
A prova do slopestyle feminino do Campeonato Mundial de Snowboard de 2017 foi disputada entre 9 e 11 de março  em Serra Nevada na Espanha. 35 atletas de 21 nacionalidades participaram do evento.

## Medalhistas
| Ouro                | Prata                      | Bronze                |
| Laurie Blouin (CAN) | Zoi Sadowski-Synnott (NZL) | Miyabi Onitsuka (JPN) |

## Resultados

### Qualificação
A seguir estão os resultados da qualificação. 
| Colocação | Bib | Nome                           | Nacionalidade  | Descida 1 | Descida 2 | Melhor | Notas |
| --------- | --- | ------------------------------ | -------------- | --------- | --------- | ------ | ----- |
| 1         | 9   | Miyabi Onitsuka                | Japão          | 87.00     | 93.00     | 93.00  | Q     |
| 2         | 3   | Laurie Blouin                  | Canadá         | 90.50     | 9.00      | 90.50  | Q     |
| 3         | 12  | Karly Shorr                    | Estados Unidos | 39.50     | 84.75     | 84.75  | Q     |
| 4         | 18  | Jessika Jenson                 | Estados Unidos | 84.50     | 7.50      | 84.50  | Q     |
| 5         | 17  | Zoi Sadowski-Synnott           | Nova Zelândia  | 81.75     | 43.00     | 81.75  | Q     |
| 6         | 16  | Isabel Derungs                 | Suíça          | 79.25     | 53.50     | 79.25  | Q     |
| 7         | 5   | Yuka Fujimori                  | Japão          | 72.25     | 9.25      | 72.25  | Q     |
| 8         | 2   | Brooke Voigt                   | Canadá         | 71.50     | 26.50     | 71.50  | Q     |
| 9         | 38  | Hanne Eilertsen                | Noruega        | 68.50     | 13.25     | 68.50  |       |
| 10        | 8   | Elena Könz                     | Suíça          | 51.00     | 65.75     | 65.75  |       |
| 11        | 25  | Tess Coady                     | Austrália      | 4.00      | 63.50     | 63.50  |       |
| 12        | 42  | Katarzyna Rusin                | Polónia        | 60.00     | 12.00     | 60.00  |       |
| 13        | 1   | Sina Candrian                  | Suíça          | 49.25     | 54.50     | 54.50  |       |
| 14        | 4   | Aimee Fuller                   | Grã-Bretanha   | 50.50     | 43.00     | 50.50  |       |
| 15        | 14  | Silvia Mittermüller            | Alemanha       | 48.25     | 21.25     | 48.25  |       |
| 16        | 10  | Kateřina Vojáčková             | Chéquia        | 48.00     | 41.25     | 48.00  |       |
| 17        | 20  | Nadja Flemming                 | Alemanha       | 1.00      | 42.25     | 42.25  |       |
| 18        | 21  | Sofya Fedorova                 | Rússia         | 16.00     | 37.50     | 37.50  |       |
| 19        | 7   | Babs Barnhoorn                 | Países Baixos  | 4.75      | 34.75     | 34.75  |       |
| 20        | 31  | Lea Jugovac                    | Croácia        | 32.25     | 18.75     | 32.25  |       |
| 21        | 24  | Kirra Kotsenburg               | Estados Unidos | 31.00     | 17.25     | 31.00  |       |
| 22        | 33  | María Hidalgo                  | Espanha        | 28.50     | 29.25     | 29.25  |       |
| 23        | 30  | Anastasia Zhukova              | Rússia         | 25.75     | 4.75      | 25.75  |       |
| 24        | 15  | Šárka Pančochová               | Chéquia        | 20.00     | 24.25     | 24.25  |       |
| 25        | 6   | Asami Hirono                   | Japão          | 22.50     | 13.25     | 22.50  |       |
| 26        | 41  | Sandra Isabel Hillen Rodriguez | México         | 21.25     | 21.75     | 21.75  |       |
| 27        | 32  | Ty Walker                      | Estados Unidos | 18.25     | 17.00     | 18.25  |       |
| 28        | 22  | Antonia Yañez                  | Chile          | 9.50      | 17.50     | 17.50  |       |
| 29        | 35  | Elena Kostenko                 | Rússia         | 7.00      | 8.00      | 8.00   |       |
| 30        | 26  | Carla Somaini                  | Suíça          | 6.50      | 7.75      | 7.75   |       |
| 31        | 29  | Natalie Good                   | Nova Zelândia  | 6.25      | 1.00      | 6.25   |       |
| 32        | 13  | Lucile Lefevre                 | França         | 2.00      | 5.25      | 5.25   |       |
| 33        | 40  | Zhang Tong                     | China          | 1.00      | DNS       | 1.00   |       |
|           | 27  | Ella Suitiala                  | Finlândia      | DNS       | DNS       | DNS    |       |
|           | 19  | Urška Pribošič                 | Eslovênia      | DNS       | DNS       | DNS    |       |

### Final
A seguir estão os resultado final. 
| Colocação         | Bib | Nome                 | Nacionalidade  | Descida 1 | Descida 2 | Melhor |
| ----------------- | --- | -------------------- | -------------- | --------- | --------- | ------ |
| Medalha de ouro   | 3   | Laurie Blouin        | Canadá         | 27.85     | 78.00     | 78.00  |
| Medalha de prata  | 17  | Zoi Sadowski-Synnott | Nova Zelândia  | 26.85     | 77.50     | 77.50  |
| Medalha de bronze | 9   | Miyabi Onitsuka      | Japão          | 70.85     | 77.40     | 77.40  |
| 4                 | 12  | Karly Shorr          | Estados Unidos | 68.15     | 41.75     | 68.15  |
| 5                 | 16  | Isabel Derungs       | Suíça          | 63.85     | 66.80     | 66.80  |
| 6                 | 18  | Jessika Jenson       | Estados Unidos | 10.20     | 63.00     | 63.00  |
| 7                 | 2   | Brooke Voigt         | Canadá         | 33.60     | 46.15     | 46.15  |
| 8                 | 5   | Yuka Fujimori        | Japão          | 5.10      | 32.95     | 32.95  |

Legenda
| Recorde mundial       | Recorde mundial (World record)               |                       | Recorde africano                      | Recorde africano (African) |                                           | Q | Classificado por posição (Qualified) |
| Recorde do campeonato | Recorde do campeonato (Championship record)  | Recorde da América    | Recorde da América (Americas)         | q                          | Classificado por melhor tempo (Qualified) |   |                                      |
| Melhor marca do ano   | Melhor marca do ano (World leading)          | Recorde asiático      | Recorde asiático (Asian)              | DNS                        | Não largou (Did not start)                |   |                                      |
| Recorde nacional      | Recorde nacional (National record)           | Recorde europeu       | Recorde europeu (European)            | DNF                        | Não terminou (Did not finish)             |   |                                      |
| Recorde pessoal       | Recorde pessoal do atleta (Personal best)    | Recorde da Oceania    | Recorde da Oceania (Oceania)          | DSQ / DQ                   | Desclassificado (Disqualified)            |   |                                      |
| Recorde da temporada  | Recorde da temporada do atleta (Season best) | Recorde sul-americano | Recorde sul-americano (South America) | NM                         | Sem marca (No mark)                       |   |                                      |